# Nick Moore
Nick Moore is een Brits filmmonteur, ofwel editor. Moore was ook regisseur van enkele films.
Moore begon zijn carrière begin jaren tachtig als assistent-filmmonteur. Sinds het midden van de jaren negentig werkt hij als onafhankelijk filmmonteur. In 2008 regisseerde Moore de tienerkomedie Wild Child, zijn eerste speelfilm. Zijn montagewerk omvat The Full Monty, waarvoor hij een British Academy Film Award-nominatie ontving voor beste montage, en About a Boy waar hij bij de American Cinema Editors een Eddie Award-nominatie ontving in de categorie best gemonteerde speelfilm - komische of muzikale film.

## Filmografie

### Als filmmonteur
- 1997: The Full Monty
- 1998: The Land Girls
- 1998: Divorcing Jack
- 1999: Notting Hill
- 2000: Beautiful Joe
- 2001: What's the Worst That Could Happen?
- 2001: All the Queen's Men
- 2002: About a Boy
- 2003: Love Actually
- 2004: Along Came Polly
- 2004: Christmas with the Kranks
- 2005: Nanny McPhee
- 2006: Freedomland
- 2006: Little Man
- 2007: Meet Bill
- 2010: Leap Year
- 2010: Morning Glory
- 2012: Mirror Mirror
- 2013: Le bonheur
- 2014: She's Funny That Way
- 2015: Jenny's Wedding
- 2015: Burnt
- 2017: The Ottoman Lieutenant
- 2018: King of Thieves
- 2018: Unbeatable
- 2022: The Confirmation of S.T Joseph's School
- 2022: What's Love Got to Do with It?
- 2023: Are You There God? It's Me, Margaret.

### Als regisseur
- 2008: Wild Child
- 2011: Horrid Henry: The Movie
- 2014: Pudsey the Dog: The Movie
- 2022: The Confirmation of S.T Joseph's School

### Als assistent-filmmonteur
- 1983: Never Say Never Again
- 1987: Empire of the Sun
- 1989: Indiana Jones and the Last Crusade
- 1990: Spies Inc.
- 1990: Memphis Belle
- 1991: Meeting Venus
- 1992: Orlando
- 1993: Little Buddha
- 1994: A Business Affair
- 1994: Mary Shelley's Frankenstein
- 1996: Mission: Impossible

### Als extra-filmmonteur
- 2001: Ghost World
- 2008: Last Chance Harvey
- 2013: Enough Said
- 2014: Finding Fanny
- 2016: Bridget Jones's Baby
- 2018: Patrick
- 2020: Dolittle
- 2020: The High Note